# Државни пут 16
Државни пут 16 је државни пут IБ реда у северној Србији.